# Tamássy István (kertészmérnök)
Dr. Tamássy István (Kula, 1924. július 21. – Gyöngyös, 1995. június 25.) állami díjas magyar kertészmérnök, növénynemesítő, egyetemi tanár, a mezőgazdasági tudományok doktora, a Magyar Tudományos Akadémia rendes tagja. Kertészeti növények nemesítésével és annak elméleti, öröklődéstani hátterével foglalkozott.

## Életútja
1947-ben szerezte meg mezőgazdasági mérnöki oklevelét a Magyar Agrártudományi Egyetem kertészeti és szőlészeti karán, majd 1947–1948-ban állami ösztöndíjjal bulgáriai tanulmányúton járt. 1948-tól a Földművelésügyi Minisztérium szövetkezetpolitikai főosztályának munkatársaként dolgozott, 1949–1950-ben pedig a minisztérium ceglédi káderképző iskolájának volt előadó tanára. 1950-ben nevezték ki tanársegédnek a Magyar Agrártudományi Egyetem kertészeti és szőlészeti karára. Egyidejűleg 1950-től 1953-ig a szovjetunióbeli Micsurinszkban töltötte aspirantúráját, amelynek végeztével megszerezte a biológiai tudományok doktora címet.
A kertészeti és szőlészeti kar önállósodása után, 1954-től 1990-ig a fővárosi Kertészeti és Szőlészeti Főiskola (1968 után Kertészeti Egyetem) növényörökléstani és nemesítési tanszékét vezette előbb docensként, majd 1958-tól főiskolai, 1968-tól pedig egyetemi tanári címmel. Egyidejűleg 1954-től 1957-ig a főiskola igazgatóhelyettesi tisztét is betöltötte, 1957-től 1961-ig pedig a Földművelésügyi Minisztérium szakoktatási és kísérletügyi főigazgatóságát vezette. 1961-ben, doktori disszertációja sikeres megvédését követően a mezőgazdasági tudományok doktora lett. 1986-tól 1991-es nyugdíjazásáig az immár Kertészeti és Élelmiszeripari Egyetem néven működő tanintézet rektori teendőit látta el.

## Munkássága
Tudományos és kertészmérnöki munkássága a kertészeti növények genetikájára és nemesítésére terjedt ki. Behatóan foglalkozott a fajkeresztezés, a távoli hibridizáció (alfajok vagy változatok keresztezése), valamint a mutáció öröklődéstani hátterével, a mutagénekkel. Jelentős eredményeket ért el a környezeti stresszhatásoknak ellenálló kertészeti növények rezisztencianemesítése területén. Többek között a fagynak és a peronoszpórának ellenálló szőlőfajták, hidegtűrő paradicsomfajták, eróziós és kopár területeken termő mandulafajták nemesítése fűződik a nevéhez, ezek némelyikével érmet is nyert nemzetközi kertészeti kiállításokon. Kapcsolatai révén külföldi géncentrumokból számos genetikai anyagot hozott Magyarországra, s kísérletes nemesítései eredményeképpen új görögdinnye-, sárgadinnye-, csemegekukorica-, alma-, őszibarack- és mandulafajtákat lehetett bevonni a hazai kertészeti termelésbe. 1960-ban Koleda Istvánnal közösen állították elő a Kunleány elnevezésű fehérborszőlő-fajtát. Nevéhez fűződik az Idared almafajta magyarországi meghonosítása.
1957-ben alapító szerkesztőként ő indította el a Nemzetközi Mezőgazdasági Szemle kiadását, emellett alapító főszerkesztője volt az Acta Agronomica Hungarica (1986–), továbbá A Kertészeti és Élelmiszeripari Egyetem Közleményei (1988–) című szakfolyóiratoknak is.

### Társasági tagságai és elismerései
1973-ban a Magyar Tudományos Akadémia levelező, 1979-ben rendes tagjává választották, 1977-től 1990-ig, három cikluson át elnökölte az MTA IV. Agrártudományok Osztályát. 1955-től 1964-ig elnökként irányította a Magyar Agrártudományi Egyesület tevékenységét, 1986-tól 1989-ig pedig a Magyar–Szovjet Baráti Társaság alelnöke volt.
Tiszteleti tagja volt a moszkvai Tyimirjazev Mezőgazdasági Akadémiának (1975), külső tagja a Szovjetunió Össz-szövetségi Mezőgazdaság-tudományi Akadémiájának (1978), elnökségi tagja a Nemzetközi Kertészeti Társaságnak (ISHS), tagja a New York-i Tudományos Akadémiának és az Észak-dakotai Állami Egyetemen működő Borsógenetikai Egyesületnek (PGA).
A növénynemesítés terén szerzett érdemei elismeréseként 1960-ban a Földművelésügyi Minisztérium Fleischmann Rudolf-díját, 1974-ben a Kertészeti Egyetem Entz Ferenc-emlékérmét vehette át. A kertészeti növények ellenálló-képességének növelésében és a mutációs genetika kutatásában elért eredményeiért 1980-ban az Állami Díjat ítélték neki oda. Ezek mellett kitüntetettje volt a Mathiász János-, a Baross László-emlékéremnek, a Tessedik Sámuel-díjnak, a Munka Érdemrendnek (1956), a Felszabadulási Jubileumi Emlékéremnek (1970), valamint a Munka Vörös Zászló Érdemrendjének (1984). A Kertészeti és Élelmiszeripari Egyetem díszdoktorává avatták.

### Főbb műve
- A kertészeti növények ellenállóságra való nemesítése irányított neveléssel. Budapest: Akadémiai. 1964.

## További információ
- Balázs Sándor: MTA Agrártudományok Osztálya 50 éve. Budapest: k. n. 1999.